# Port Wakefield Road

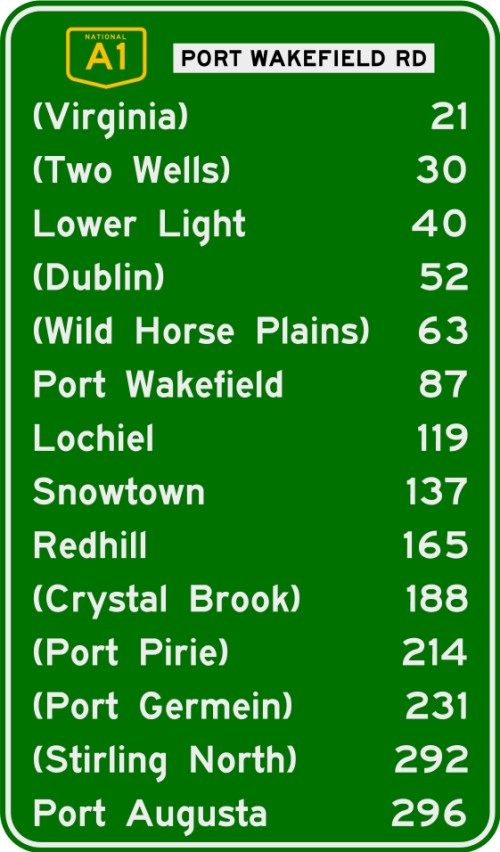
Ungefähre Entfernungen (in km) der Städte an der Port Wakefield Road von der Main North Road aus

Die Port Wakefield Road ist eine Fernstraße im Zentrum des australischen Bundesstaates South Australia. Sie verbindet die Grand Junction Road in den nördlichen Vororten von Adelaide mit dem Princes Highway in Port Wakefield und der Yorke-Halbinsel. Als Nationalstraße A1 gehört sie zum nationalen Highway-System.

## Verlauf
Die Main North Road (A1) wird in Gepps Cross, nach der Kreuzung mit der Grand Junction Road (NA16), zur Port Wakefield Road. Bis Port Wakefield ist die Straße vierspurig ausgebaut und besitzt Umgehungen aller kleinen Orte, durch die sie früher geführt hatte. Der alte Bypass von Port Wakefield wird immer weiter mit Rasthäusern und anderen Geschäften zugebaut, sodass sich die Forderung nach einer neuen Umgehung weiter östlich erhoben hat.
2011 wurde ein Straßenausbau einschließlich einer Verbreiterung der Port Wakefield Road zwischen dem Salisbury Highway (A18) und der Waterloo Corner Road als Teil des Projektes Northern Expressway abgeschlossen.

## Wichtige Kreuzungen
- Beginn an der  Main North Road   : Gepps Cross als
- Cavan Road : Cavan
- Salisbury Highway  : Mawson Lakes – Nummerierung wechselt in
- Bolivar Road : Paralowie
- Northern Expressway : Waterloo Corner
- Port Wakefield-Balaklava Road : Port Wakefield
- Endet an der Kreuzung mit dem Copper Coast Highway , weiter als Princes Highway  nach Port Augusta

## Siedlungen
Die Port Wakefield Road führt durch den Nordteil der Adelaide-Ebene. Westlich der Straße erstreckt sich das weitgehend unberührte Küstenland des oberen Gulf Saint Vincent mit einer Reihe von Fischerdörfern und Urlaubsressorts. Östlich davon liegt reiches Bauernland.
Städte an der Straße sind:
- Virginia
- Two Wells
- Lower Light
- Dublin
- Port Wakefield
- Windsor